# Большие Мосты
Большие Мосты — деревня в Ковернинском муниципальном округе Нижегородской области России. Административный центр Большемостовского сельсовета.

## География
Деревня находится на северо-западе Нижегородской области, в зоне хвойно-широколиственных лесов, на расстоянии приблизительно 1 километра (по прямой) к северо-востоку (ESE) от Ковернина, административного центра округа.

### Климат
Климат характеризуется как умеренно континентальный, с относительно тёплым коротким летом и холодной продолжительной зимой. Среднегодовая температура — 2,7 °C. Средняя температура воздуха самого тёплого месяца (июля) — 17,9 °C (абсолютный максимум — 37 °C); самого холодного (января) — −12,3 °C (абсолютный минимум — −46 °C). Среднегодовое количество атмосферных осадков составляет 566 мм, из которых большая часть выпадает в тёплый период.

## Население
| 2002 | 2010 |
| ---- | ---- |
| 847  | ↗913 |

### Национальный состав
Согласно результатам переписи 2002 года, в национальной структуре населения русские составляли 97 %.